# Paul Barselou
Pour les articles homonymes, voir Barselou.
Paul Edgar Barselou est un acteur américain né le 5 mai 1922 à Cohoes, New York (États-Unis) et mort le 22 novembre 2017 à Culver City.

## Biographie
Il est entomologiste et s'intéresse aux lépidoptères du genre Agrias dont il réalise une monographie publiée aux éditions Sciences Nat, agrémentée de planches en couleurs d'après ses aquarelles.
Sa collection se trouve au Musée national d'histoire naturelle des États-Unis, Smithsonian Institution, Washington, DC, USA.

## Filmographie
- 1964 : Le croque-mort s'en mêle (The Comedy of Terrors) : Riggs
- 1967 : Comment réussir en amour sans se fatiguer (Don't Make Waves) : Pilot
- 1973 : Your Three Minutes Are Up : Gas Station Man
- 1976 : W.C. Fields et moi (W.C. Fields and Me) d'Arthur Hiller : I.R.S. Man
- 1979 : Love at First Bite : Bloodbank Guard
- 1980 : Revanche à Baltimore (The Baltimore Bullet) : Cosmo
- 1980 : La Petite Maison dans la prairie (The House on the Prairie) (Série TV) saison 6, épisode 18 (L'incendie (1/2) (May We Make Them Proud: Part 1) ) : Herb Gooder + saison 6, épisode 19 (L'incendie (2/2) (May We Make Them Proud: Part 2) ) : Herb Gooder
- 1986 : Stewardess School : Dr. Mackie
- 1986 : Gringo mojado : Minister
- 1987 : L'Aventure intérieure (Innerspace) : Man on Plane
- 1989 : The Wizard of Speed and Time : Angus McTavish
- 1994 : True Lies : Old Guy in Bathroom
- 1995 : L'Ordinateur en folie (TV) : Regent Mears